# Meridian (TCM)

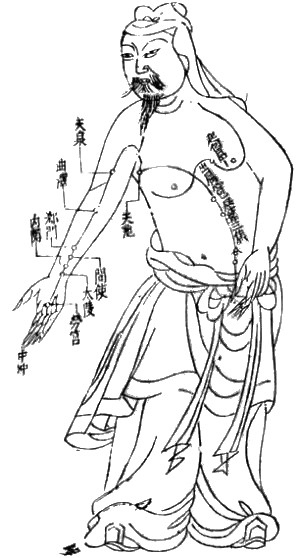
Meridiane, Darstellung aus der Zeit der Ming-Dynastie: Jueyin Herzbeutel – rechte Hand, Ms Chinese 5341, Bibliothèque Nationale, Paris

Meridiane, treffender „Leitbahnen“, sind in der traditionellen chinesischen Medizin (TCM) Kanäle, in denen die Lebensenergie (Qi) fließen soll. Nach diesen Vorstellungen gibt es zwölf Hauptleitbahnen. Jeder Meridian ist einem Funktionskreis (Organsystem) zugeordnet. Auf den Meridianen liegen die Akupunkte, die bei Akupunktur mit Nadeln, bei Akupressur mit Fingerdruck behandelt werden. Verschiedene Meridiantherapien sollen den Patienten beim Gesundbleiben oder -werden helfen. Die bekanntesten Methoden sind die Akupunktur und Akupressur. Gesundheit ist nach den Vorstellungen der TCM u. a. verbunden mit einem freien und ausreichenden Fluss des Qi in den Meridianen.
Es gibt keine anerkannten Belege für die Existenz von Meridianen.

## Geschichte und Wortbedeutung
Meridiane (chinesisch 經絡 / 经络, Pinyin jīngluò) sind in der chinesischen Medizin „Kanäle“, in denen Ying Qi zirkuliert. Nach Ansicht der Vertreter ist man gesund, wenn dieses Qi ausreichend und frei fließt. Wenn z. B. zu wenig Qi fließt, kann schädliches Qi (Xie Qi) in den Kanal eindringen und das zugehörige zàngfǔ („Organ“) schädigen. Dämonologische Ideen spiegeln sich noch in diesen chinesischen Begriffen wider.
Etymologisch steckt in jīng Kette (der vertikale Faden beim Weben) und in luò Schuss (der horizontale Faden beim Weben). In Anlehnung an die Meridiane der Erde wurde jīngluò in Frankreich mit Meridian übersetzt.
Zuerst klar beschrieben wurden die Jīngluò etwa im 1. oder 2. Jahrhundert v. Chr. im Huang-ti nei-ching („Des Gelben Kaisers innerer Klassiker“), der meist einfach nur Neijing genannt wird. Die Meridiane bilden in der Akupunktur eine wichtige logische Komponente zur Bestimmung der Xué (穴 = „Akupunkturpunkt“, wörtlich „Loch“).
Der Begriff „Meridian“, auf Chinesisch 经脉 jīngmài oder 经络 jīngluò, ist nicht ganz richtig. 经 jīng bedeutet „leiten“, „führen“ oder „durchqueren“, „passieren“, 脉 mài steht für „pulsieren“, 络 luò ist ein netzförmiges Gebilde. Da es sich um Bahnen handelt, die Qi und Xue leiten, ist der Begriff „Leitbahn“ zutreffender. Das Wort „Meridian“ wurde im 17. Jh. erstmals von westlichen Besuchern in China verwendet, die die in chinesischen Akupunkturmodellen eingezeichneten Linien mit den Orientierungslinien in Verbindung brachten, die sie von ihren Landkarten her kannten, also Meridianen.

## Konzept der Meridiane
Meridiane der TCM sollen eine Zuordnung und Beeinflussung von Organen (Funktionskreisen) über die Lokalisierung an bestimmten Punkten der Körperoberfläche erlauben. Unter Organe der chinesischen Medizin versteht man Funktionskreise von Organsystemen, welche wiederum mit Muskulatur, Bindegewebe, Nervensystem etc. verbunden sind. Störungen im wechselseitigen Zusammenspiel von Durchblutung, Atmung und Verdauung sollen sich ganz einfach über Diagnose der Haut, der Zunge, der Augen und prinzipiell über jeden Teil des Körpers feststellen lassen.
Jeder Meridian hat laut chinesischer Medizin auch einen Bezug zur Psyche des Menschen und liefert so auch Anhaltspunkte zum Gefühlszustand. Im Konzept der Meridiane steht ein eindeutiges Wechselspiel von körperlichen und geistigen Zuständen. Die chinesische Medizin beschreibt auch verschiedene Konstitutionstypen von Menschen, welche sich nach ihrer Sicht durch unterschiedliche Dispositionen von Meridiantonus und Aktivität beschreiben lassen.

## Verschiedene Meridiansysteme

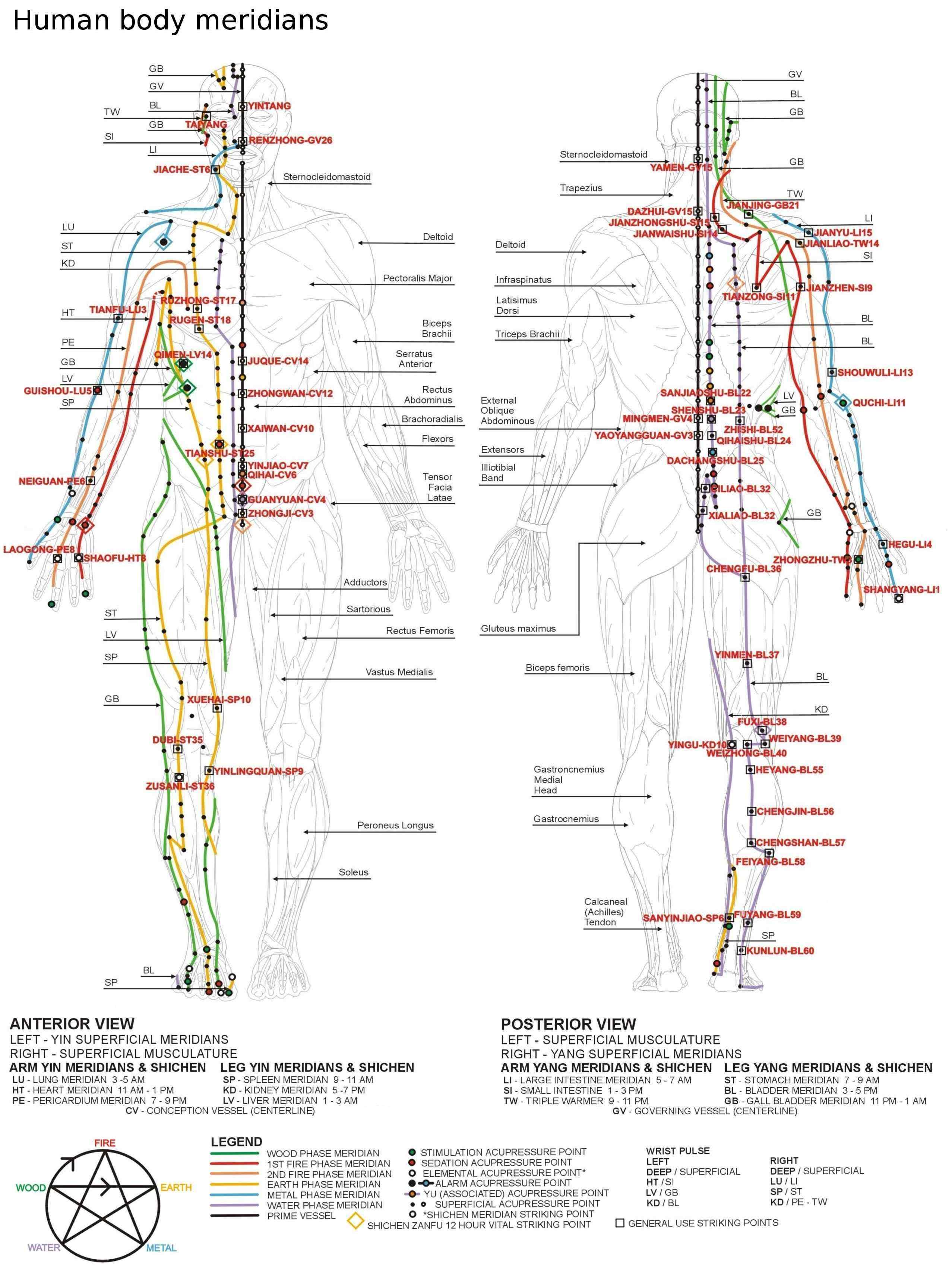
Chinesisches Meridiansystem

Nach Ansicht der TCM gibt es eine Reihe verschiedener Meridiansysteme, von denen allerdings nur die ersten beiden (Jing Mai und Qi jing mai) in der modernen Praxis verbreitet sind:
| Jing Mai    | 12 Hauptmeridiane         |
| Qi jing mai | 8 außerordentliche Gefäße |
| Jing jin    | 12 Leitbahnsehnen         |
| Luo Mai     | 15 Verbindungskanäle      |
| Jing bie    | 12 Sondermeridiane        |
| Jing shui   | Wasserbahnen              |

Die klassischen Akupunkturpunkte sollen sich alle auf den 14 Leitbahnen (Shi Si Jing) befinden, die aus den zwölf Hauptmeridianen (Jing Mai) zusammen mit Konzeptionsgefäß (Ren Mai) und Lenkergefäß (Du Mai) bestehen. Die anderen Meridiane sollen diese 14 Leitbahnen an bestimmten Akupunkturpunkten kreuzen.

### Hauptmeridiane (Jing Mai)
Wenn man von Meridianen ohne weiteren Zusatz spricht, meint man üblicherweise die zwölf Hauptmeridiane (Jing Mai), die nach den „Organen“ (Zàngfǔ, Funktionskreise) benannt sind. Den Hauptmeridianen wird jeweils auch eine Fließrichtung zugeschrieben:
- Yin-Meridiane verlaufen von den Zehen zum Stamm und vom Stamm zu den Fingern.
- Yang-Meridiane verlaufen von den Fingern zum Gesicht und vom Gesicht zu den Zehen.

Die Hauptmeridiane ergeben nach den Vorstellungen der TCM einen Kreislauf, der im Laufe eines Tages komplett durchlaufen wird, so dass jeder Meridian jeweils zu seiner Uhrzeit für zwei Stunden ein Maximum erreicht.
| Wǔxíng      | Zàngfǔ           | Abk. | Uhrzeit | Jīngluò (Meridian) | Taìjí | Emotion | Sinnesorgan | Gewebe      |
| ----------- | ---------------- | ---- | ------- | ------------------ | ----- | ------- | ----------- | ----------- |
| Metall (金) | Lunge            | Lu   | 03-05   | Tai Yin            | Yīn   | Trauer  | Nase        | Haut        |
| Metall (金) | Dickdarm         | Di   | 05-07   | Yang Ming          | Yáng  | Trauer  | Nase        | Haut        |
| Erde (土)   | Magen            | Ma   | 07-09   | Yang Ming          | Yáng  | Sorge   | Lippen      | Bindegewebe |
| Erde (土)   | Milz             | Mi   | 09-11   | Tai Yin            | Yīn   | Sorge   | Lippen      | Bindegewebe |
| Feuer (火)  | Herz             | He   | 11-13   | Shao Yin           | Yīn   | Freude  | Zunge       | Blut        |
| Feuer (火)  | Dünndarm         | Dü   | 13-15   | Tai Yang           | Yáng  | Freude  | Zunge       | Blut        |
| Wasser (水) | Blase            | Bl   | 15-17   | Tai Yang           | Yáng  | Angst   | Ohr         | Knochen     |
| Wasser (水) | Niere            | Ni   | 17-19   | Shao Yin           | Yīn   | Angst   | Ohr         | Knochen     |
| Feuer (火)  | Perikard         | Pe   | 19-21   | Jue Yin            | Yīn   | Freude  | Zunge       | Blut        |
| Feuer (火)  | 3facher Erwärmer | 3E   | 21-23   | Shao Yang          | Yáng  | Freude  | Zunge       | Blut        |
| Holz (木)   | Gallenblase      | Gb   | 23-01   | Shao Yang          | Yáng  | Wut     | Auge        | Muskel      |
| Holz (木)   | Leber            | Le   | 01-03   | Jue Yin            | Yīn   | Wut     | Auge        | Muskel      |

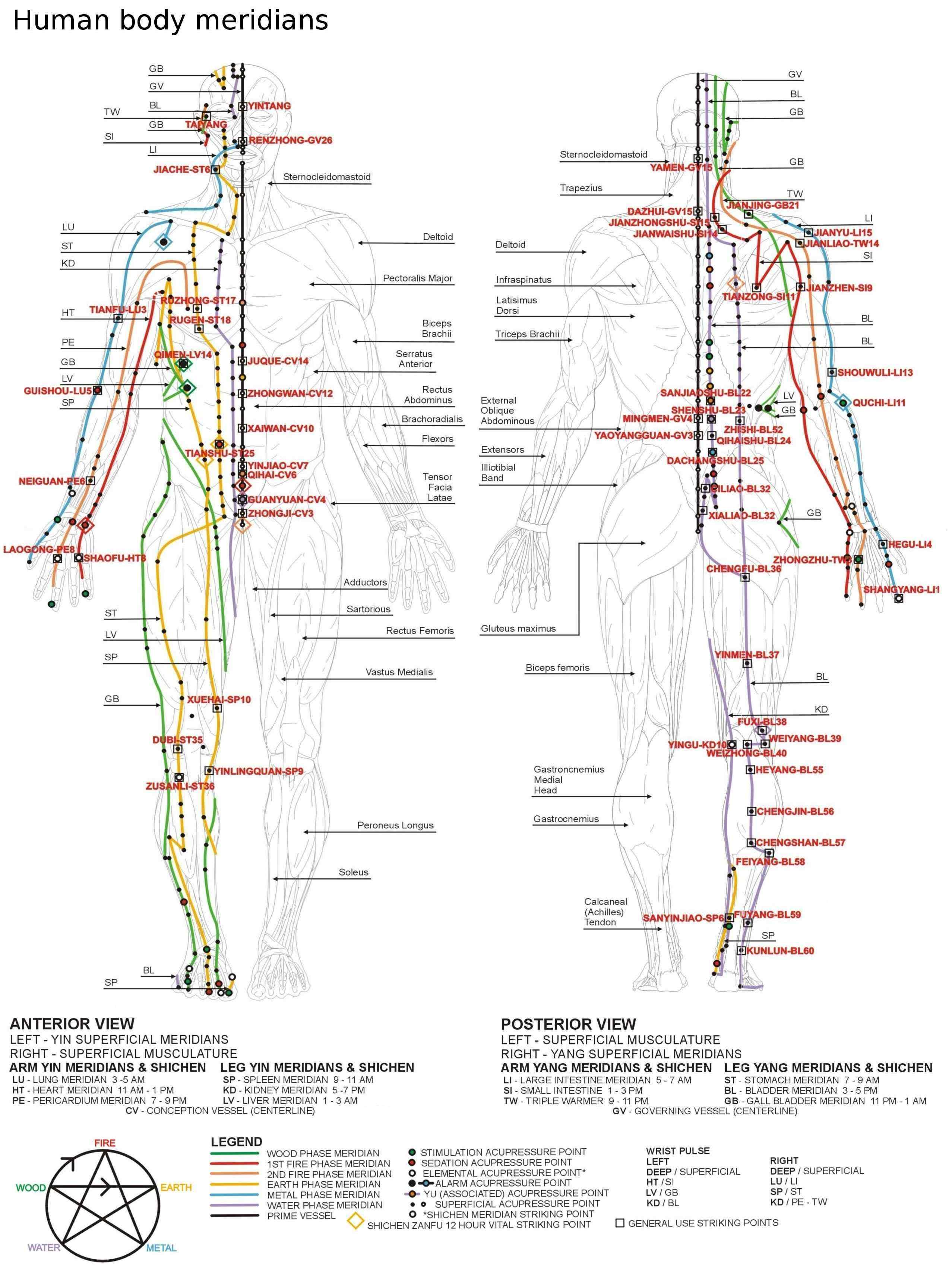
Meridiane, Sondermeridiane und Akupunkturpunkte

Die Hauptmeridiane seien paarig jeweils auf der rechten und linken Körperseite vorhanden und durchqueren auf der Körperoberfläche nie die Medianebene, wobei im Falle des Dickdarmmeridians auch manchmal eine andere Ansicht vertreten wird.

### Außerordentliche Gefäße (Qi jing mai)
Die acht Außerordentlichen Gefäße werden oft als „Ozeane“ bezeichnet, die sich ähnlich wie ein Potential verhalten. Die Qi jing mai eignen sich angeblich besonders für die Behandlung von strukturellen Problemen (Fehlhaltung, Verspannung etc.).
Nur zweien der acht Außerordentlichen Gefäße werden eigene Akupunkturpunkte zugeordnet: dem Konzeptionsgefäß (Ren mai) und dem Lenkergefäß (Du mai), die in der Medianebene des Körpers verlaufen.
| Kardinalpunkt | Jīngluò (Meridian) | Abk.   | Meridian (deutsch)    | Beziehung | Körperebene                  |
| ------------- | ------------------ | ------ | --------------------- | --------- | ---------------------------- |
| Mi 4          | Chong Mai          |        | Durchdringendes Gefäß | Vater     | Medianebene und Frontalebene |
| Pe 6          | Yin Wei Mai        |        | Yin-Bindegefäß        | Mutter    | Frontalebene                 |
| Dü 3          | Du Mai             | Du/LG  | Lenkergefäß           | Ehemann   | Medianebene                  |
| Bl 62         | Yang Qiao Mai      |        | Yang-Fersengefäß      | Ehefrau   | Frontalebene                 |
| Gb 41         | Dai Mai            |        | Gürtelgefäß           | männlich  | Transversalebene             |
| 3E 5          | Yang Wei Mai       |        | Yang-Bindegefäß       | weiblich  | Medianebene                  |
| Lu 7          | Ren Mai            | Ren/KG | Konzeptionsgefäß      | Meister   | Medianebene                  |
| Ni 6          | Yin Qiao Mai       |        | Yin-Fersengefäß       | Gast      | Frontalebene                 |

### Leitbahnsehnen (Jing jin)
Die Leitbahnsehnen werden im Neijing (Ling Shu, Kapitel 13) beschrieben. Ihr Verlauf ähnelt dem der Hauptmeridiane, d. h., sie verlaufen nach Auffassung der TCM ebenfalls bilateral, jeweils sechs an den Armen und sechs an den Beinen. Anders als bei den Hauptmeridianen sind die Jing jin aber unabhängig voneinander und es wird ihnen keine Verbindung zu den inneren Organen zugeschrieben. Bestimmte Muskeln korrespondieren nach diesen Vorstellungen mit bestimmten Leitbahnensehnen, d. h., bei einem Problem in einer bestimmten Leitbahn sollen die zugehörigen Muskeln funktionelle Tonusänderungen entwickeln.

### Verbindungskanäle (Luo Mai)
Die Luo Mai sind 15 horizontale Verbindungsbahnen, die Verknüpfungen im Organ-Leitbahnsystem herstellen.

### Sondermeridiane (Jing bie)
Die Jing bie sind zwölf divergierende Leitbahnen, die sich verzweigen und zu den Leitbahnen zurückkehren. Die Sondermeridiane sollen die Beziehung zwischen Peripherie und Organen, zwischen Extremitäten und Herz sowie zwischen Yin-Meridianen und Kopf fördern.

## Meridian-Therapien
Krankheiten werden als Störungen des Qi-Flusses in den Meridianen verstanden. Der Energiefluss in den Meridianen wird mit verschiedenen Methoden behandelt:
- Akupunktur – Stechen der Akupunkturpunkte mit einer Nadel
- Moxibustion – Erwärmen der Akupunkturpunkte
- Akupressur – Drücken der Akupunkturpunkte
- Shiatsu – Massieren, Dehnen und Drücken am Körper oder entlang der Meridiane
- Fa Zhen („heiße“ Nadel) – Erwärmen und drücken
- Schröpfen – Saugen und evtl. bluten lassen
- Akupunkt Meridian Massage – Meridian & Akupunktur mit Stäbchen
- Akupunktmassage nach Penzel  – Entlangstreichen, Drücken
- Tuina – Reiben und Massieren
- Klopfakupressurtechniken der sogenannten „Energetischen Psychologie“ oder „Psychologischen Klopfakupressur“, die jeweils Klopfen oder Pochen verwenden:
  - Thought Field Therapy (TFT)
  - Mentalfeld-Therapie (MFT)
  - Emotional Freedom Techniques (EFT)
- Elektroakupunktur – Stromreiz
- Laserakupunktur – Bestrahlen
- Shiraku (japanischer Aderlass) – Bluten lassen
- Magnet-Akupunktur – Magnetfelder aufbringen
- Farbmeridiantherapie nach Christel Heidemann
- Farbpunktur nach Peter Mandel
- Meridianmassage
- Mudra indische Fingermodi
- Japanisches Heilströmen Jin Shin Jyutsu
- Meridianströmen
- Yin Yoga
- Stimmgabeltherapie

Meridiane spielen auch in der Kinesiologie und der Tierkinesiologie eine wichtige Rolle.

## Rezeption
Obwohl die Meridiane und die exakte Lokalisation der Akupunkturpunkte Anfang der 1990er Jahre von einem internationalen, von Achim Eckert angeleiteten Team erforscht wurden, ist die Existenz eines Meridiansystems gemäß der TCM nicht nachgewiesen. Laut Colin Goldner sind die Vorstellungen der traditionellen chinesischen Medizin über Meridiane und Energieflüsse bis heute ohne jeden Beleg geblieben. Die Existenz von Meridianen wurde trotz vieler Forschung nie verifiziert. Annahmen der TCM wie die Existenz von Meridianen stammen aus einer vorwissenschaftlichen Ära und sind nicht plausibel.
Eine französische Forschergruppe um Pierre de Vernejoul führte mittels radioaktiven Markern (Radiotracer) Experimente durch, um die Akupunkturpunkte zu identifizieren. Nach Ansicht der Autoren soll das beobachtete Ausbreitungsmuster dabei klassischen Meridianen folgen. Außerdem gab die Forschergruppe an, dass etwa nur 5 % der verabreichten Radiotracer über Blut- und Lymphgefäße transportiert wurden. Andere Untersuchungen durch die Arbeiten von Robert Guiraud und Mitarbeitern konnten dies nicht verifizieren. Sie konnten im Gegenteil zeigen, dass die applizierten radioaktiven Marker gewöhnlich über Venen und Lymphgefäße drainiert wurden und dabei nicht postulierten Meridianenverläufen folgten. Auch konnte beobachtet werden, dass sich entsprechende Abflussbahnen verzweigen konnten sowie Venenstauungen den Abfluss behinderten. Ob die Marker an Akupunktur- oder Kontrollpunkten injiziert wurden, spielte dabei keine Rolle.